# Paraparatrechina
Genre
Paraparatrechina est un genre d'Insectes hyménoptères de la famille des Formicidae.

## Liste des espèces
Selon GBIF (10 juin 2024) :
- Paraparatrechina albipes (Emery, 1899) Emery, 1899
- Paraparatrechina brunnella LaPolla & Cheng
- Paraparatrechina concinnata LaPolla & Cheng
- Paraparatrechina foreli (Emery, 1914)
- Paraparatrechina gnoma LaPolla & Cheng
- Paraparatrechina illusio LaPolla & Fisher, 2014
- Paraparatrechina kongming (Terayama, 2009) Terayama, 2009
- Paraparatrechina lecamopteridis
- Paraparatrechina luminella LaPolla & Fisher, 2014
- Paraparatrechina minutula
- Paraparatrechina neela (Sahanashree, Punnath & Priyadarsanan, 2024)[2]
- Paraparatrechina myops LaPolla & Fisher
- Paraparatrechina ocellatula LaPolla & Fisher
- Paraparatrechina opaca
- Paraparatrechina oreias LaPolla & Cheng
- Paraparatrechina pallida
- Paraparatrechina sauteri
- Paraparatrechina splendida LaPolla & Cheng
- Paraparatrechina umbranatis LaPolla & Cheng
- Paraparatrechina weissi

## Systématique
Le nom valide complet (avec auteur) de ce taxon est Paraparatrechina Donisthorpe, 1947.